# Tachina sibirica
Tachina sibirica là một loài ruồi trong họ Tachinidae.